# テキサス大学リオグランデバリー校
テキサス大学リオグランデバリー校（University of Texas Rio Grande Valley, UTRGV）は、アメリカ合衆国テキサス州のリオグランデバリーにある州立大学。テキサス大学パンアメリカン校とブラウンズビル校が統合して、2015年に創立された。UTRGVは学生の成功をモットーにしている。

## 概要
全米有数の大規模大学システムであるテキサス大学システムの一校である。2015年の秋の時点で総合学生数は大学生24,937人、大学院生3,647人を含む約28,584人が在籍しており、医学部など48の学部、修士課程、博士課程などがある。
今後の学生数の増加に伴い、総合大学としてさらに学部などをどんどん拡大していく計画を提案している。また研究活動に大変力をいれており、すぐに全米のトップ校 (Tier1) の仲間入りを果たすと宣言し、全米から研究と教育が両方貢献できるトップクラスの優秀な大学教授を意欲的に雇ったり充分な研究費を与えるなど研究大学として更なる発展を視野にいれている。

## 歴史
2013年にテキサス大学パンアメリカン校 (University of Texas–Pan American) とブラウンズビル校 (University of Texas at Brownsville) が統合してテキサス大学リオグランデバリー校にする案が提案・承認されて、2015年に正式に創立された。

## キャンパス
2015年に正式統合されたばかりのため、現在6つものキャンパスがある。スポーツ施設のほとんどがハーリンジェンキャンパスにある。
- ブラウンズビル - キャメロン郡
- エディンバーグ - ヒダルゴ郡
- ハーリンジェン - キャメロン郡

- マッカレン - ヒダルゴ郡
- リオグランデシティ - スター郡
- サウスパドレアイランド - キャメロン郡

## 卒業生
- ジム・タイロン - NPB元プロ野球選手（テキサス大学パンアメリカン校時代の卒業生）